# OurWorld
ourWorld foi um jogo de simulação de vida (MMORPG), que possuía jogadores de todo o mundo. Contava com uma variedade de jogos e atividades online para se realizar em multiplayer. O jogo foi desenvolvido pela FlowPlay e era voltado para o público adolescente e pré-adolescente.

## Jogabilidade
ourWorld combinou um mundo virtual online com uma variedade de atividades de jogos casuais. Cada jogador tinha um avatar e um condomínio que poderia ser decorado.
Uma espécie de moeda do jogo, "Flow", era obtida conversando, dançando, comendo, bebendo e jogando. Este fluxo podia ser trocado por pontos de experiência e moedas. O ourWorld operava em um modelo de negócios de microtransações que permitia aos jogadores obterem "joias" dentro do jogo. Moedas e joias eram usadas para comprar itens para seu avatar, como roupas, acessórios ou móveis. À medida que os jogadores ganhavam experiência, eles subiam de nível. Isso rendia uma série de prêmios como movimentos de dança, acesso a novas áreas, veículos e privilégios.
Os jogadores, que vinham de todo lugar do mundo, também podiam conversar entre si no chat global e/ou privado, solicitar amizade, presentear, criar grupos, enviar e receber correspondências, participar de concursos e dar “corações”. Em 2013, uma aba de "Popularidade", "Casamento" e "Adoção" estavam entre as novidades adicionadas no jogo, permitindo a troca de alianças e até mesmo se tornar guardião e/ou filho(a) de outra pessoa, criando assim uma grande rede familiar. Os residentes eram pessoas que compraram um dos vários níveis de cartões VIP's, disponíveis para se obter com dinheiro real.
Havia itens "especiais" em ourWorld, como o Zoe's Club, que se tratava de um Cartão VIP, muito popular, que adicionava vários benefícios ao jogador, além do clube de residência mencionado acima, que era similar. Fora isso, o jogo também incluía veículos, tatuagens, caixas misteriosas, expansões de inventário, passes de residência, poções, asas e orelhas/chifres (entre outros itens de aparência), possuindo até pets. Os veículos incluíam patins, carros, skates, jet-packs e os mais recentes a serem adicionados, dragões. Alguns podiam ser obtidos subindo de nível. Outros poderiam ser conquistados em qualquer nível por meio de joias. Os pets eram animais que seguiam os avatares dos jogadores. Os estoques aumentavam o número de itens que os jogadores podiam manter em seu inventário e a quantidade de imagens no álbum de fotos. Os passes de residência permitiam que os jogadores ganhessem a expansão de sua residência sem comprar o espaço de residência de modo permanente. Poções permitiam que os jogadores mudassem a aparência de seus avatares de maneiras que normalmente não poderiam fazer sem o uso delas (alguns tipos de comida também faziam isso). Caixas misteriosas (como a Caixa Misteriosa do Zodíaco e a Caixa Misteriosa Ninja) continham itens aleatórios que pertenciam a um determinado tema. Anteriormente, os jogadores só podiam atingir visivelmente o nível 100 (os jogadores continuavam a subir de nível depois disso, mas isso não aparecia em seus perfis); no entanto, em outubro de 2012, se tornou visível e foi elevado para o nível 150 e por ultimo foi elevado para 200.

## Recepção
Joystiq questionou o modelo de negócios de FlowPlay, já que muitos dos jogos do ourWorld estavam disponíveis em outros sites de jogos casuais, como "Click Jogos" (no Brasil) e até mesmo no Facebook, observando isso como uma jogada inteligente de marketing. O revisor Stephen Greenwell, da Gamezebo, sentiu-se desconectado do aspecto social do jogo. Ele descobriu que a conversa era dominada pelo Internetês recheados de abreviações e gírias virtuais, da qual obtinham a profundidade de uma "piscina infantil". No entanto, a apresentação foi considerada "descolada e ousada" para o públio alvo, com Flash e Java usados para criar um lindo mundo futurista. No geral, ourWorld foi recomendado para adolescentes.

## História
O desenvolvimento de ourWorld começou em janeiro de 2007 com um lançamento beta liberado ao público em abril de 2008. Só neste período, o produto recebeu mais de 600 mil registros. A empresa construiu o mundo com uma equipe de 40 funcionários e prestadores de serviços em Seattle, Xangai e Índia. Em março de 2007, Derrick Morton, CEO da FlowPlay, levantou cerca de US$ 500 mil em financiamentos para a nova empresa, com cerca de um quarto desse valor vindo dos fundadores.
Em junho de 2009, a FlowPlay anunciou uma parceria com a PopCap Games resultando no lançamento de um espaço no jogo chamado "PopCap Arcade" e uma joalheria (Bejeweled) dentro do mundo virtual de ourWorld.com, que atingia na época 1,7 milhões de usuários.
Em 10 de fevereiro de 2009, a FlowPlay anunciou que havia concluído um acordo de distribuição de longo prazo com a Miniclip, LTD. O ourWorld da FlowPlay foi integrado ao site Miniclip.com – o maior destino de jogos online do mundo.
Em março de 2009, Tagged.com, o terceiro maior site de rede social dos EUA, anunciou a integração do ourWorld.com da FlowPlay. A parceria avança o movimento da Tagged em jogos sociais online, expandindo seu portfólio de produtos inovadores para os 80 milhões de membros registrados na Tagged em todo o mundo.
Em 19 de outubro de 2020, a equipe do ourWorld.com fez uma versão cliente do jogo para download, pois o site não funcionava mais com o Adobe Player, devido ao vencimento do Adobe. Em 16 de novembro de 2020, todas as compras dentro do jogo foram desativadas, o que significava que os usuários não podiam mais comprar ou ganhar joias. As ilhas do jogo foram alteradas à medida que foram removidos jogos do jogo como 'PopCap', 'Dance Planet', etc. Todos que eram Residentes ou membros do Zoe's Club permaneceram como membros, beneficio que foi estendido para todos os jogadores de modo permanente.
Em 24 de outubro de 2021, às 11h59 EST, o jogo foi encerrado devido a "má atuação no jogo" o que impossibilitou a empresa de dar suporte por mais tempo. Eles enviaram essa notícia por meio de mensagens no jogo. A empresa disse ainda que algum dia poderá voltar com uma nova versão do jogo e encoraja  os jogadores a continuarem verificando o endereço URL do site periódicamente, para o caso de alguma novidade surgir.
Uma mensagem foi fixada na URL oficial do site do jogo:
"Obrigado(a) a todos vocês que tornaram o ourWorld especial. Após 13+ anos, o ourWorld está fazendo uma pausa. Algum dia, poderemos voltar com uma versão maior e melhor. Continuem verificando aqui! – Até mais, e Obrigado pelos Peixes!.".  

## Blogs
ourWorld teve forte apoio de sua comunidade de usuários, gerando milhares de blogs administrados por jogadores com forte concentração hospedados no WordPress.com. Nos blogs, os jogadores geralmente publicavam notícias e informações sobre eventos do jogo junto com segredos e truques para avançar mais rápido no jogo, dando diversas dicas. 